# Max Palu
Der saarländische Kriminalhauptkommissar Max Palu ist die fiktive Hauptfigur der Tatort-Folgen des Saarländischen Rundfunks zwischen 1988 und 2005 und wurde von Jochen Senf gespielt.

## Figuren

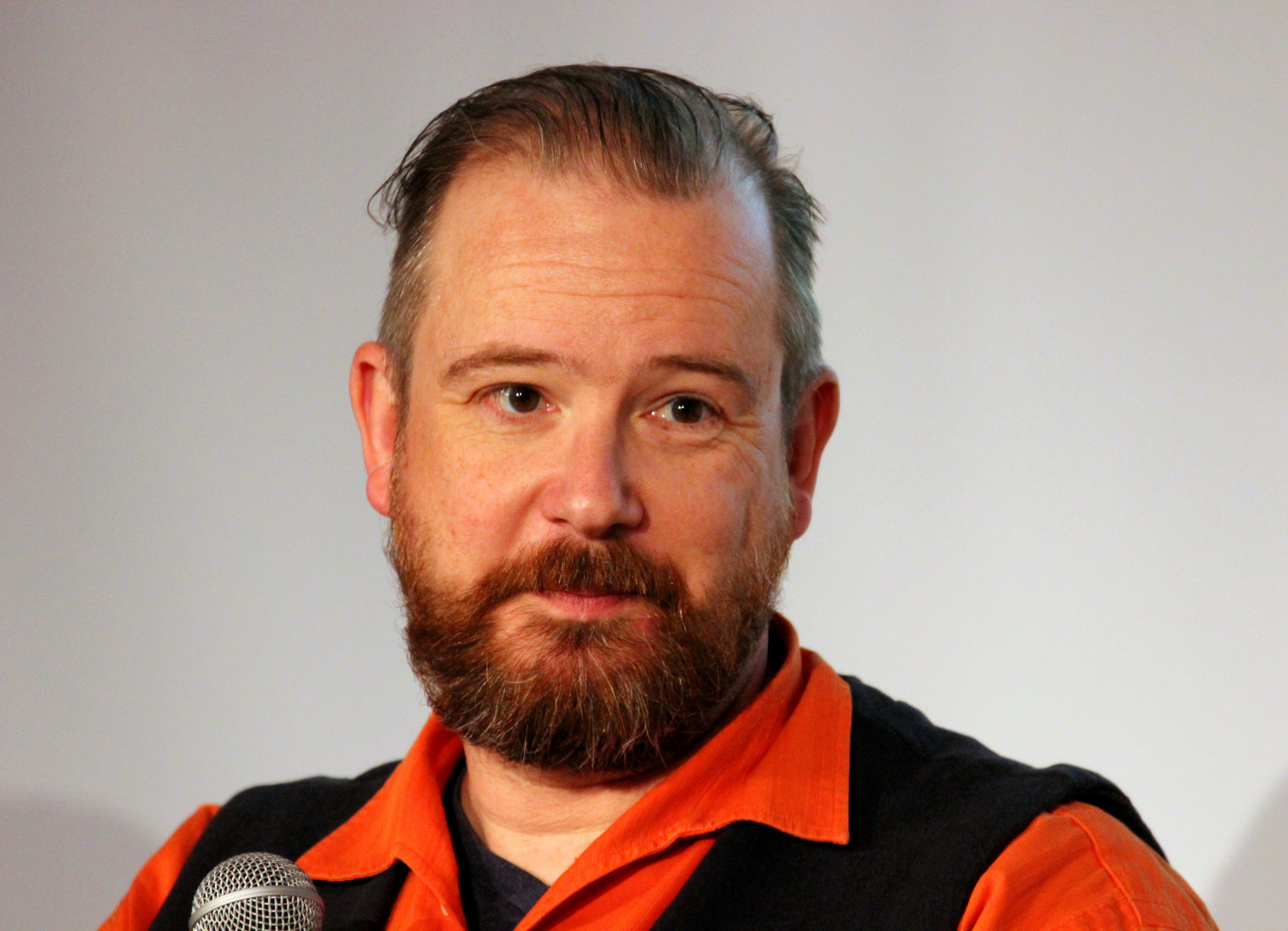
Gregor Weber spielte Stefan Deininger

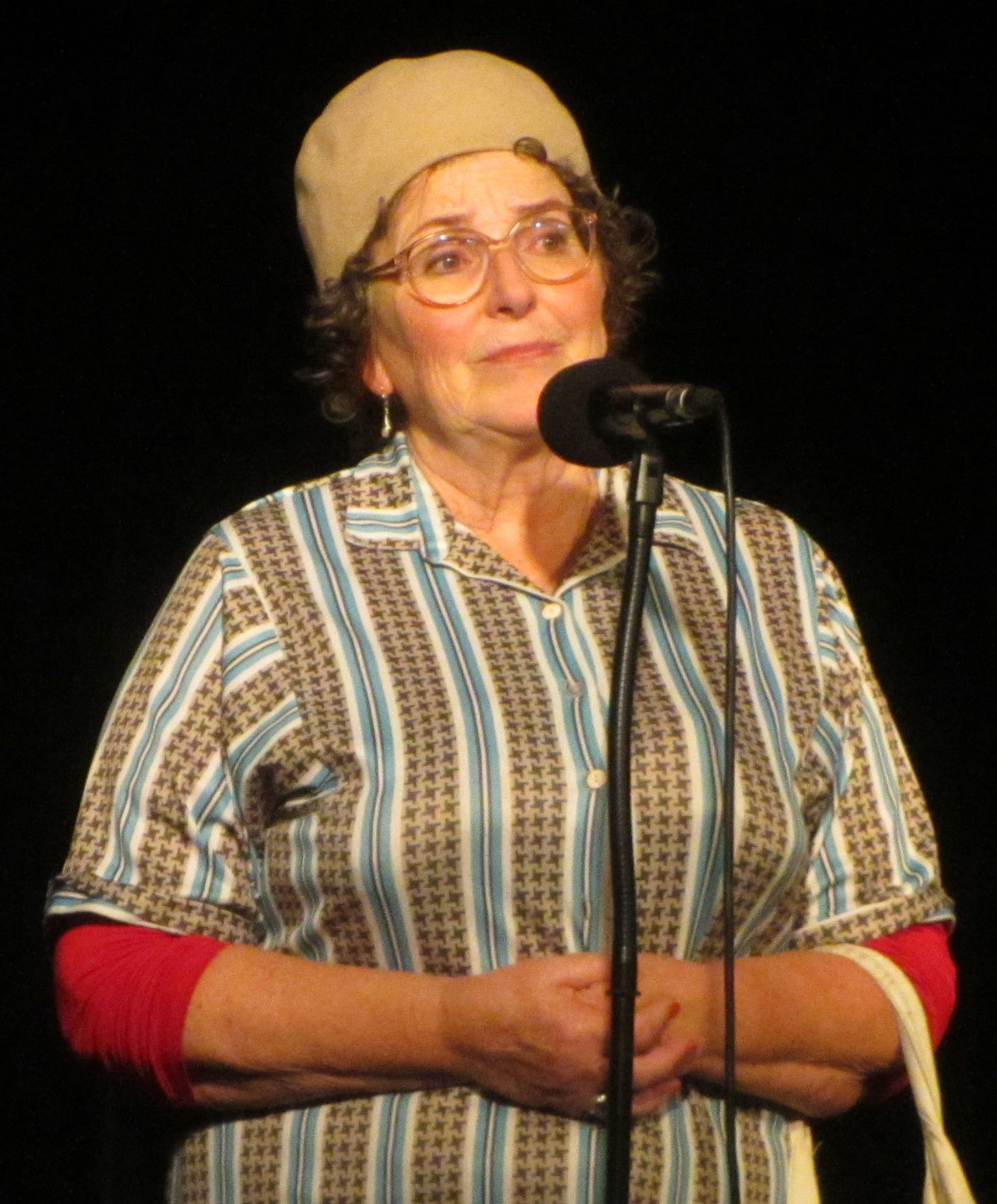
Alice Hoffmann spielte Gerda Braun

### Max Palu
Kriminalhauptkommissar Max Palu, gespielt von Jochen Senf, ist in vielen Filmen mit seinem markanten Rennrad unterwegs, hat aber trotzdem keine sportliche Figur und ist bekannt als Genießer von Rotwein und gutem Essen. Während der 18 Fälle hat Palu wechselnde berufliche Assistenten und private Lebensgefährtinnen.

### Kriminalassistent Kraus
Kriminalassistent Kraus, gespielt von Alexander Gittinger, war am Anfang für zwei Folgen Palus Assistent.

### Klaus Schröder
Kriminalassistent Klaus Schröder, gespielt von Arno Jos Graf, war vom Anfang bis zum neunten Fall Allein in der Falle Palus Assistent und trat im nächsten Fall Strafstoß noch einmal als sein neuer Chef auf.

### Gregor Blass
Gregor Blass, gespielt von Willi Fries, ist Palus Assistent in den beiden Filmen Strafstoß und Die Möwe.

### Stefan Deininger
Kriminaloberkommissar Stefan Deininger, gespielt von Gregor Weber, war zuerst 2001 im Film Du hast keine Chance zu sehen und blieb bis zu Palus Abgang für sieben Fälle sein Kollege. Im letzten gemeinsamen Fall Rache-Engel wurde er zu Palus designiertem Nachfolger, musste danach aber unter der Leitung seines neuen Kollegen Franz Kappl ermitteln.

### Gerda Braun
Gerda Braun, gespielt von Alice Hoffmann, war ab 2001 in Zielscheibe Sekretärin bei der Polizei und arbeitet sehr treu und korrekt. Die Rolle wurde für Kappl und Deininger übernommen.

## Hintergrund
Der erste Fall von Max Palu erschien mehr als drei Jahre nach dem letzten Fall Geburtstagsgrüße seines Vorgängers Horst Schäfermann. Die neue Figur wurde für den Saarländischen Rundfunk vom Drehbuchautor Felix Huby entwickelt.
Schauspieler Jochen Senf schrieb für den achten und die beiden letzten Fälle auch am Drehbuch mit. Schon von Anfang an trug die Figur des Max Palu autobiografische Züge, zum Beispiel seine Vorlieben fürs Radfahren und gutes Essen. Laut Spiegel sagte er vor den Aufnahmen zu seinem ersten Tatort: „Ich spiele den Kommissar so, wie ich selbst bin.“
Das erfolgreiche Team mit Gregor Weber und Alice Hoffmann wurde ab 2006 fortgeführt. Anstelle von Jochen Senf stieg Maximilian Brückner ein. Das Portal Kino.de vermutete, dass „Max Palu in Pension geschickt und mit Maximilian Brückner als Franz Kappl der jüngste ‚Tatort‘-Kommissar aller Zeiten installiert wurde“, um neuen „Schwung“ in den Saarbrücker Tatort zu bringen.

## Folgen
Palu war Hauptermittler in 18 Filmen und hatte im letzten Schimanski-Tatort Der Fall Schimanski 1991 einen Gastauftritt.
| Fall | Titel                 | Erstausstrahlung | Folge | Drehbuch                                    | Regie                     | Besonderheiten                                                                              |
| ---- | --------------------- | ---------------- | ----- | ------------------------------------------- | ------------------------- | ------------------------------------------------------------------------------------------- |
| 1    | Salü Palu             | 24. Jan. 1988    | 201   | Felix Huby                                  | Hans-Christoph Blumenberg | Gastauftritte von Thanner und der Sängerin Sandra, erster Fall mit Klaus Schröder und Kraus |
| 2    | Winterschach          | 13. Nov. 1988    | 212   | Manfred Jacobs                              | Hans-Christoph Blumenberg | letzter Fall mit Kraus                                                                      |
| 3    | Herzversagen          | 27. Dez. 1989    | 226   | Hans-Georg Thiemt, Hans Dieter Schreeb      | Michael Mackenroth        |                                                                                             |
| 4    | Blue Lady             | 9. Dez. 1990     | 237   | Charlie Bick, Erhard Schmied                | Hans-Christoph Blumenberg |                                                                                             |
| 5    | Camerone              | 16. Feb. 1992    | 254   | Hans-Christoph Blumenberg                   | Hans-Christoph Blumenberg | Gastauftritt des US-Schauspielers Robert Vaughn                                             |
| 6    | Kesseltreiben         | 7. März 1993     | 272   | Michael Haneke (Pseudonym: Richard Binder)  | Peter Schulze-Rohr        |                                                                                             |
| 7    | Eine todsichere Falle | 15. Okt. 1995    | 320   | Alain Page                                  | Hans-Christoph Blumenberg |                                                                                             |
| 8    | Der Entscheider       | 24. Nov. 1996    | 347   | Jochen Senf, Michael Seyfried               | Martin Buchhorn           |                                                                                             |
| 9    | Allein in der Falle   | 27. Dez. 1998    | 402   | Alex Martin, Marion Reichert                | Hans Noever               |                                                                                             |
| 10   | Strafstoß             | 5. Sep. 1999     | 421   | Peter Zingler, Erhard Schmied               | Klaus Peter Weber         | letzter Fall mit Klaus Schröder (diesmal als Chef), erster Fall mit Assistent Gregor Blass  |
| 11   | Die Möwe              | 13. Aug. 2000    | 450   | Erhard Schmied                              | Hans Noever               | letzter Fall mit Gregor Blass                                                               |
| 12   | Du hast keine Chance  | 2. Sep. 2001     | 478   | Felix Huby                                  | Hartmut Griesmayr         | erster Fall mit Assistent Deininger, Gastauftritt Bienzle                                   |
| 13   | Zielscheibe           | 14. Okt. 2001    | 481   | Peter Zingler                               | Robert Sigl               | erster Fall mit Sekretärin Gerda Braun                                                      |
| 14   | Alibi für Amelie      | 24. Nov. 2002    | 516   | Felix Huby                                  | Hans-Christoph Blumenberg | Gastauftritt von Fernsehkoch Vincent Klink                                                  |
| 15   | Reise ins Nichts      | 29. Dez. 2002    | 520   | Peter Zingler, Hartmut Griesmayr, Ute Geber | Hartmut Griesmayr         |                                                                                             |
| 16   | Veras Waffen          | 28. Dez. 2003    | 553   | Hans-Christoph Blumenberg                   | Hans-Christoph Blumenberg |                                                                                             |
| 17   | Teufel im Leib        | 14. Nov. 2004    | 579   | Jochen Senf, Hans-Christoph Blumenberg      | Hans-Christoph Blumenberg | Kurzauftritt des damaligen saarländischen Ministerpräsidenten Peter Müller                  |
| 18   | Rache-Engel           | 13. Nov. 2005    | 614   | Jochen Senf, Andreas Föhr, Thomas Letocha   | Robert Sigl               | Übergabe seines Postens an Assistent Deininger                                              |

## Rezeption
Palu war mit 18 Folgen fest etabliert und galt als „sehr beliebt“.
Die Meldung des Saarländischen Rundfunks über Jochen Senfs Tod auf Twitter und im Teletext nahm primär Bezug auf seine Rolle als Max Palu:

„Rotwein, Baguette und Fahrrad: 17 Jahre lang verkörperte Jochen Senf den ‚schrulligen‘ Tatort-Kommissar Max Palu. Au revoir!“

Auch Spiegel Online verband Jochen Senf anlässlich seines Todes zuerst mit dem Tatort und würdigte die lange Kontinuität der Figur. Die Ermittlungen im Saarland werden als etwas provinziell und Palu als gemütlich, aber kultiviert und sympathisch beschrieben:

„Er kochte gern, trank gern Rotwein und nahm sein Rennrad mit ins Büro: Jochen Senf ging 17 Jahre lang als ‚Tatort‘-Kommissar Max Palu im Saarland auf Verbrecherjagd. 18 Folgen drehte er in dem kleinen Bundesland an der Grenze zu Frankreich. Damit hat Senf einen Platz in der Fernsehgeschichte bekommen.“